# 奥莱塔·奥布林格-彼得斯
奥莱塔·奥布林格-彼得斯（德語：Violetta Oblinger-Peters，1977年10月14日—），生于西德施韦尔特，是一名奥地利女子皮划艇运动员。她曾参加2000年、2004年和2008年三届奥运，其中在2008年奥运中获得一枚铜牌。